# Schloss Engers

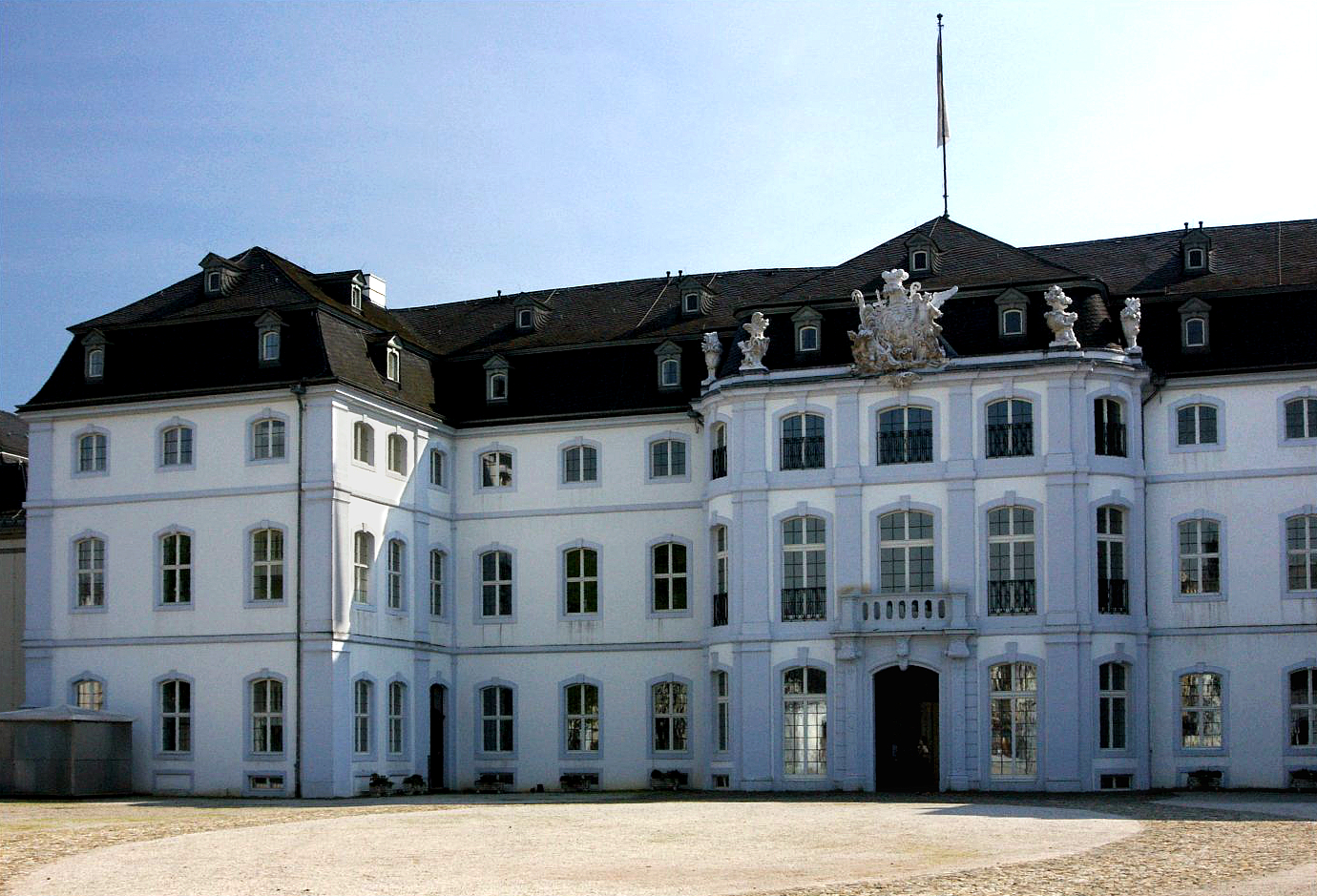
Schloss Engers

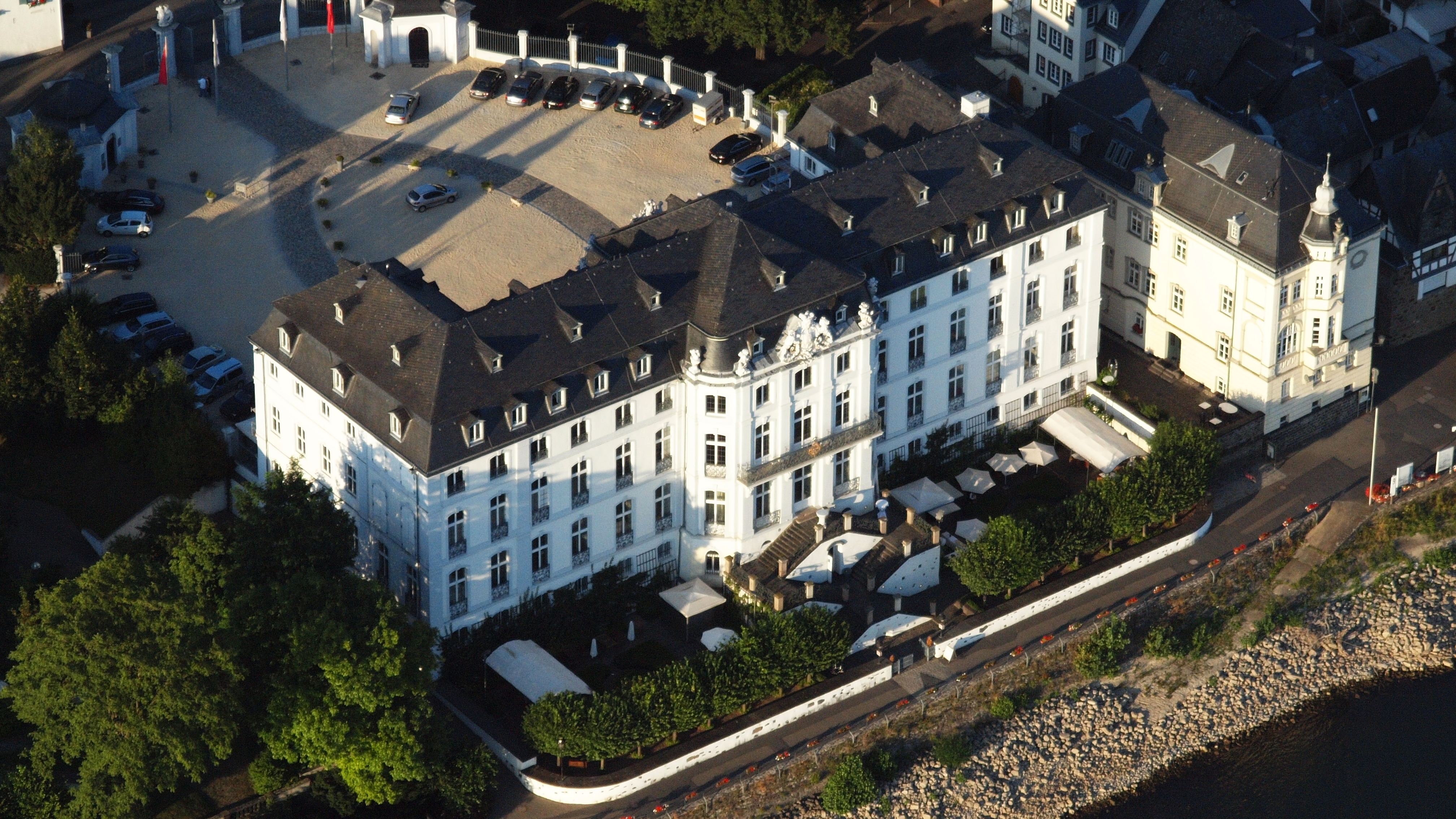
Ansicht von der Rheinseite

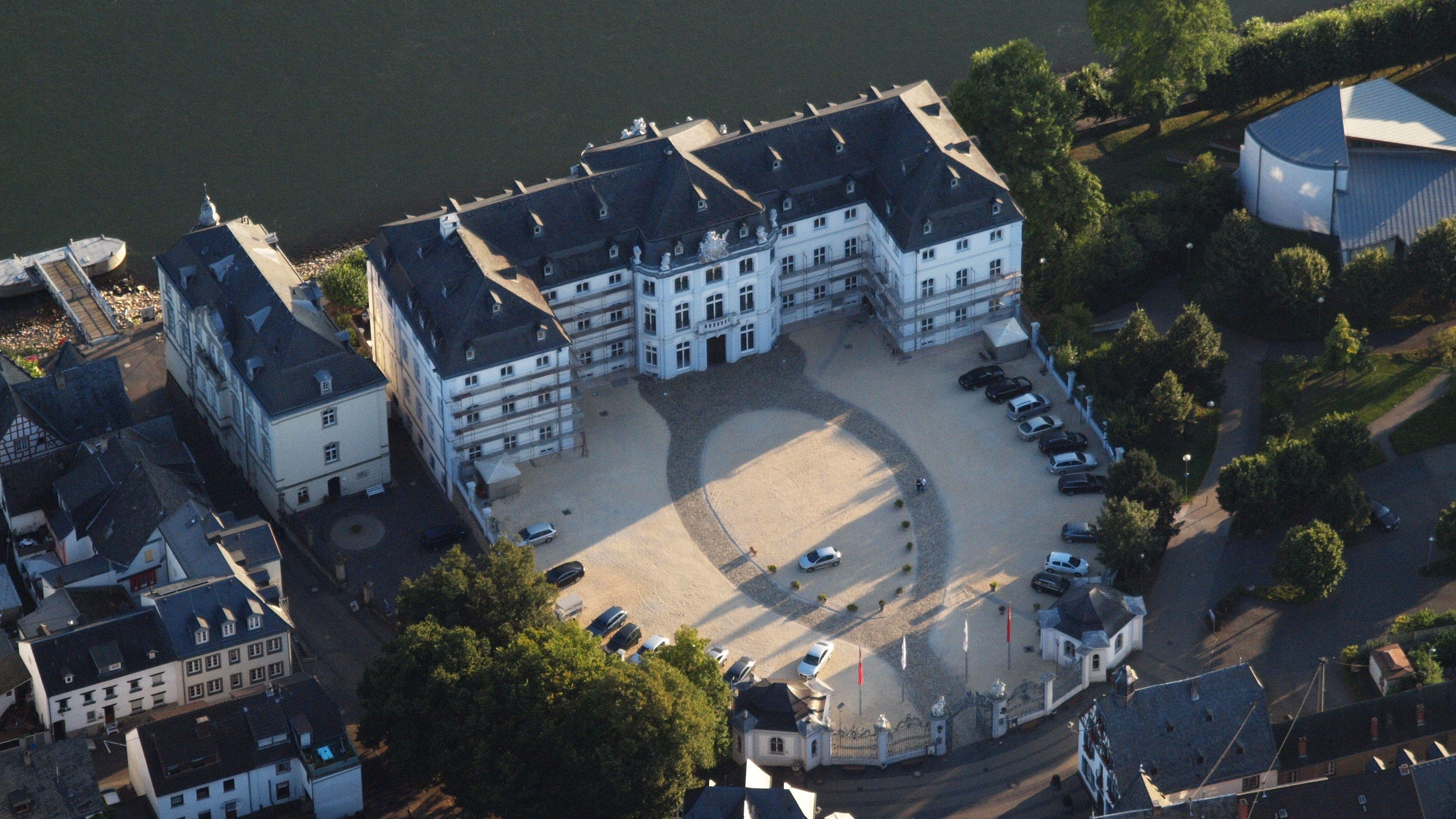
Schloss Engers von Osten aus gesehen

Das Schloss Engers liegt unmittelbar am Rhein im Neuwieder Stadtteil Engers in Rheinland-Pfalz. Der Trierer Erzbischof und Kurfürst Johann Philipp von Walderdorff ließ es zwischen 1759 und 1764 als Jagd-, Lust- und Sommerschloss nach Plänen von Johannes Seiz erbauen.
Das spätbarocke Schlossgebäude beheimatet heute die Geschäftsstelle der Landesstiftung Villa Musica, einen Museumsbereich mit alten Musikinstrumenten und Gemälden kurtrierischer Fürsten sowie Probe- und Verwaltungsräume der Landesmusikakademie Rheinland-Pfalz. Das Restaurant im Schlosskeller steht seit der Insolvenz der stiftungseigenen Betriebsgesellschaft leer.

## Geschichte

### Burg Kunostein

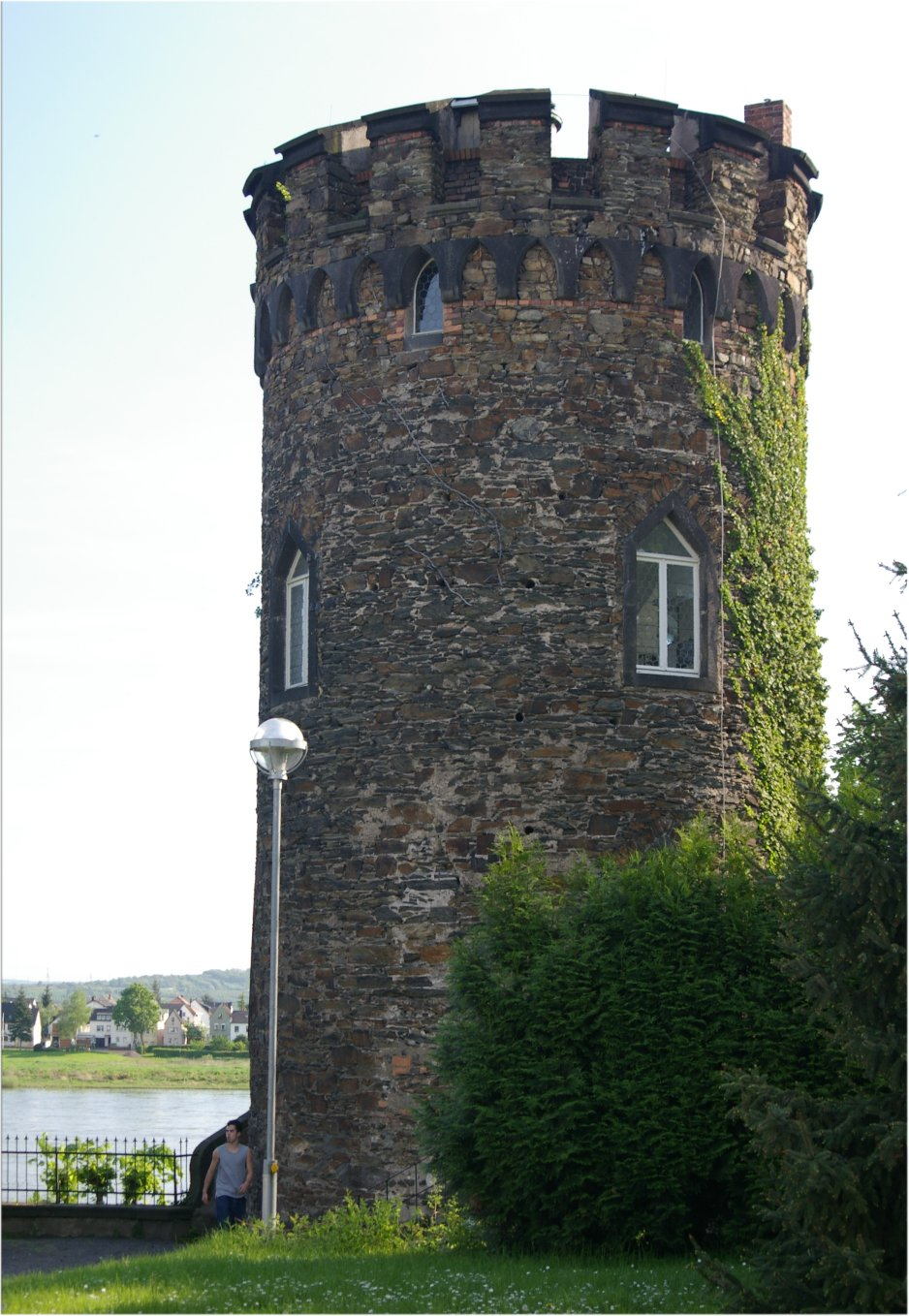
Grauer Turm der ehemaligen Burg Kunostein, Engers

Der Trierer Erzbischof Kuno von Falkenstein erwarb 1371 die Stadt Engers und erbaute am Rheinufer die Burg Kunostein. Sein Bruder und Nachfolger Werner von Falkenstein verlegte die Zollstation von Burg Stolzenfels bei Koblenz nach Engers. Burg Kunostein wurde somit Zollburg. Sie überstand die Zeit des Mittelalters ohne größere Zerstörungen.
Im Jahr 1757 beschloss der damalige Trierer Erzbischof und Kurfürst Johann Philipp von Walderdorff die Modernisierung der Burg. Dieses Vorhaben wird gedeutet als Reaktion auf die Gründung der Stadt Neuwied. Er änderte sein Vorhaben und ließ im Jahr 1758 die Burg abreißen. Heute ist der Graue Turm der alten Zollstation noch erhalten.

### Schloss Engers

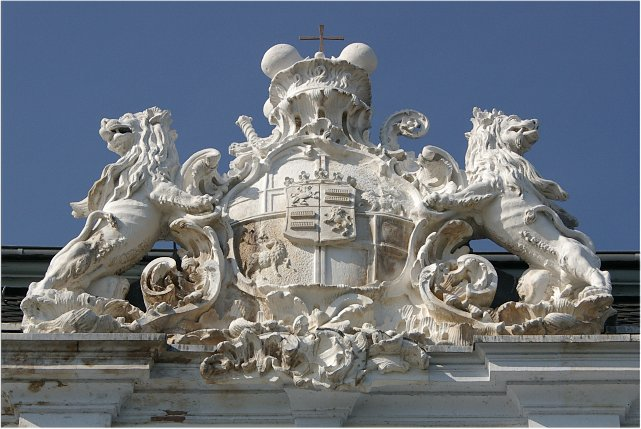
Wappen des Schloss Engers

Der Architekt Johannes Seiz, ein Schüler Balthasar Neumanns, wurde mit der Planung der Arbeiten für ein neues Schloss beauftragt. Unter Beteiligung des Hofstukkateurs Michael Eytel, des Koblenzer Malers Januarius Zick und des Bildhauers Ferdinand Dietz entstand von 1759 bis 1762 das spätbarocke, noch heute gut erhaltene Schloss Engers an der Stelle der ehemaligen Burg Kunostein.
Nur während der Jagdsaison im September eines Jahres hielt sich der Kurfürst im Schloss Engers auf. In der restlichen Zeit stand das Schloss leer und wurde für durchreisende Fremde zur Besichtigung geöffnet. Weitere Lustschlösser ließ der Kurfürst in Wittlich und Molsberg errichten. Johann Philipp von Walderdorff starb 1768. Nach dem Ende des Kurfürstentums wurde das Schloss 1803 dem Fürsten zu Nassau-Weilburg als Sommerresidenz zugewiesen. Nach dem Wiener Kongress wurde Engers preußisch und das Gelände zwischen 1862 und 1914 als Kriegsschule genutzt. In den Kriegszeiten 1870/71 und zwischen 1914 und 1917 diente es als Reservelazarett.
Im Jahre 1928 wurde das Gelände an die Josefs-Gesellschaft verkauft und eine Heim-, Heil- und Lehranstalt für Menschen mit Behinderung entstand. Aus der Krankenhausschule entwickelte sich die zum Heinrich-Haus gehörende Christiane-Herzog-Schule mit dem Förderschwerpunkt Motorische Entwicklung.
1990 wurde das Schlossgebäude vom Land Rheinland-Pfalz übernommen und beheimatet seit 1995 die Landesstiftung Villa Musica.
Dem Schloss flussaufwärts unmittelbar benachbart ist das um 1900 erbaute, neobarocke Wohnhaus der Meister (das so genannte Meisterhaus), die im Heinrich-Haus ausgebildet wurden. Im 2003 renovierten Gebäude befindet sich die Landesmusikakademie Rheinland-Pfalz.

## Nutzung und Veranstaltungen

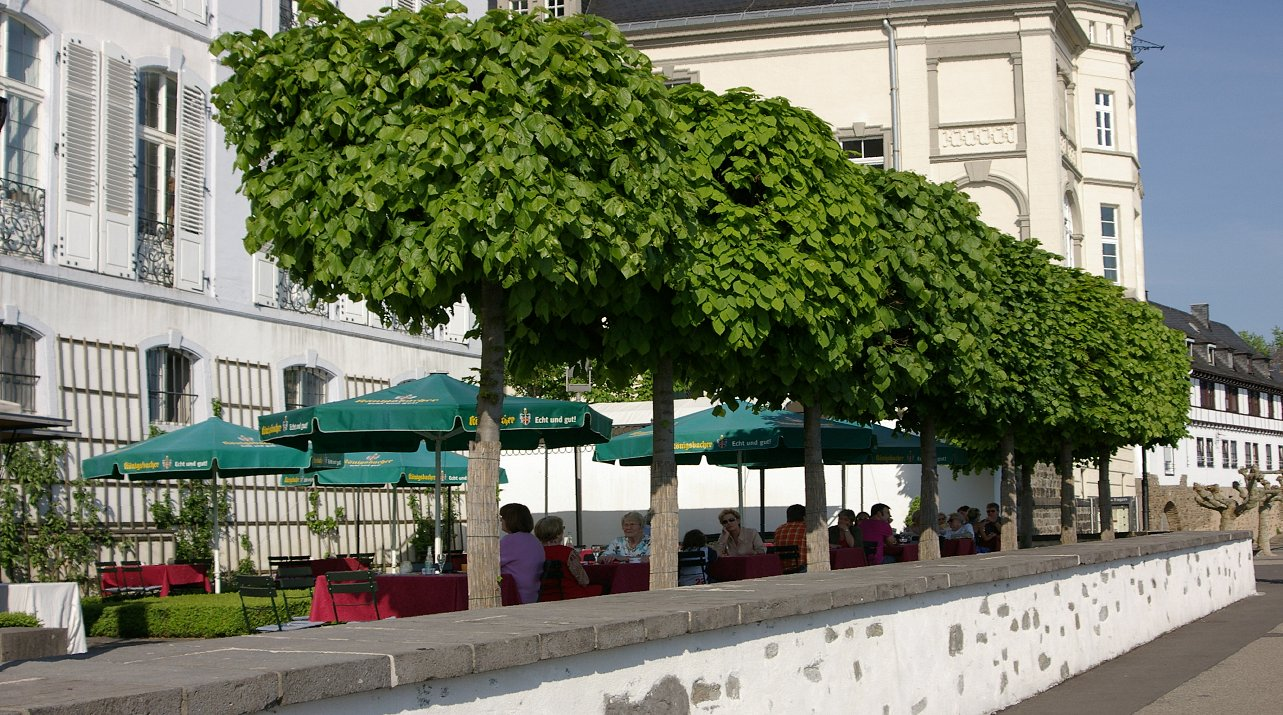
Rheinterrassen Schloss Engers

Die Landesstiftung Villa Musica nutzt das Gebäude zur Ausbildung junger Musiker im kammermusikalischen Zusammenspiel.
Im Spiegelsaal (Saal der Diana) im 1. Stock, der Wandmalereien und Deckenfresken von Januarius Zick trägt, finden regelmäßig Aufführungen von Kammermusik statt. Im dazu benachbarten Rosenkabinett finden sich außergewöhnliche Stuckarbeiten von Michael Eytel.
Im Museum des Schlosses sind Gemälde kurtrierischer Fürsten, barocke Möbelstücke und alte Musikinstrumente zu besichtigen.
Im Gartensaal im Erdgeschoss des Schlosses finden seit Anfang 2023 Konzerte und Veranstaltungen der Landesmusikakademie Rheinland-Pfalz statt.
Auch für die Jugend Musiziert-Regionalwettbewerbe können die Räumlichkeiten genutzt werden. 

## Verschiedenes
Nach 324 km endet am Schloss Engers der seit 1936 bestehende und 1993 wiedereröffnete Thüringen-Rhein-Wanderweg, der vom Rennsteig am Großen Inselsberg über Oberellen, Bad Hersfeld, Alsfeld, Homberg (Ohm), Staufenberg, Herborn, Westerburg, Höhr-Grenzhausen und Engers führt. Traditionell werfen Wanderer Steine aus dem Thüringer Wald in Engers in den Rhein.
Als außergewöhnlicher Ort zählt das Schloss Engers zu den Meisterwerken zwischen Rhein und Mosel.
Nach Schloss Engers wurde 1997 das Fahrgastschiff Schloss Engers benannt.